# Rachid Finge
Rachid Finge (Leiden, 2 januari 1986) is een Nederlands journalist en nieuwslezer. In 2016 werd hij communications manager bij Google Nederland.
Als 11-jarige ging Finge aan de slag bij de lokale omroep Holland Centraal. Hij bleef elf jaar aan de omroep verbonden, onder andere tijdens zijn middelbareschooltijd aan het Stedelijk Gymnasium Leiden en zette er zijn eerste stappen als nieuwslezer. Bovendien was Finge twee jaar lang redacteur bij de Leidse nieuwssite Sleutelstad.nl.
Zijn eerste betaalde radiobaan kreeg Rachid Finge toen hij in 2004 technicus werd bij BNR Nieuwsradio. Daar werkte hij tot eind 2006 terwijl hij in 2005 ook redacteur werd bij NOS Radio en Teletekst.
In februari 2006 maakte Finge zijn debuut als NOS-nieuwslezer op 3FM toen een invaller werd gezocht voor Peter de Vries, die zijn stem was kwijtgeraakt. Finge werkte sinds 1 mei 2011 bij NOS op 3. Medio 2016 trad hij in dienst bij Google Nederland en is hij onder andere woordvoerder van Google en dochteronderneming YouTube in Nederland.
Buiten radio en journalistiek is Finge actief in jongerenparticipatie en ICT. Zo is hij trainer bij het Nationaal Jeugddebat, een project van de Nationale Jeugdraad. Hij bereidt 150 jongeren voor die in het jaarlijkse jeugddebat in de Tweede Kamer debatteren met bewindslieden uit het kabinet. Ook werkte hij via een vertaalbureau als linguistic tester voor softwarebedrijven als Electronic Arts en Adobe Systems.
Finge studeerde Communicatiewetenschap aan de Radboud Universiteit in Nijmegen.
Finge heeft een relatie met Amber Brantsen, met wie hij een dochter en een zoon heeft.